# Cratere Beppu
Beppu è un cratere sulla superficie di Gaspra.